# Necròpolis tebana
La necròpolis tebana o necròpolis de Tebes és una zona arqueològica situada a la riba oest del riu Nil, a l'alçada de l'antiga capital de Tebes (actualment, Luxor). Aquí es van enterrar molts dels faraons, nobles i personatges destacats de l'Imperi Nou de l'antic Egipte. També se l'anomena Tebes Oest i ciutat dels Morts.
La necròpolis inclou una zona prop de la riba oest del Nil, on es troben els temples mortuoris més importants de les dinasties XVIII, XIX i XX. A l'oest, darrere les muntanyes, trobem la vall dels Reis, al nord, i la vall de les Reines, al sud. A l'est de la vall dels Reis, hi ha la vall dels nobles. Entre la vall dels Reis, la vall de les Reines i la zona dels temples, hi ha el conegut poble de Deir al-Madinah, on vivien i s'enterraven els constructors dels hipogeus i les seves famílies.
Avui dia, la zona es pot visitar a peu, mitjançant visites organitzades pels operadors turístics i amb globus aerostàtic.

## Zona dels temples

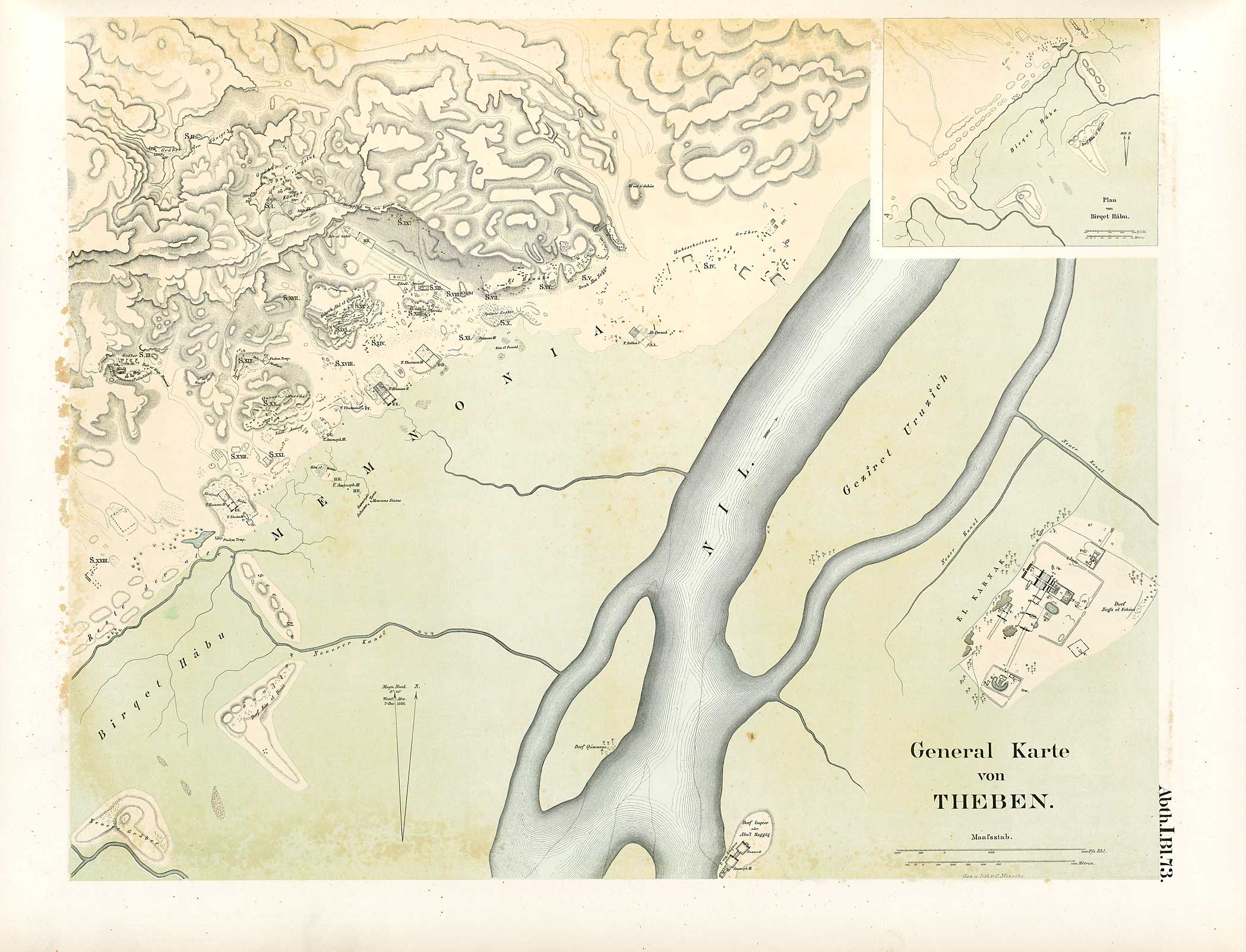
Mapa dibuixat per l'egiptòleg Karl Richard Lepsius

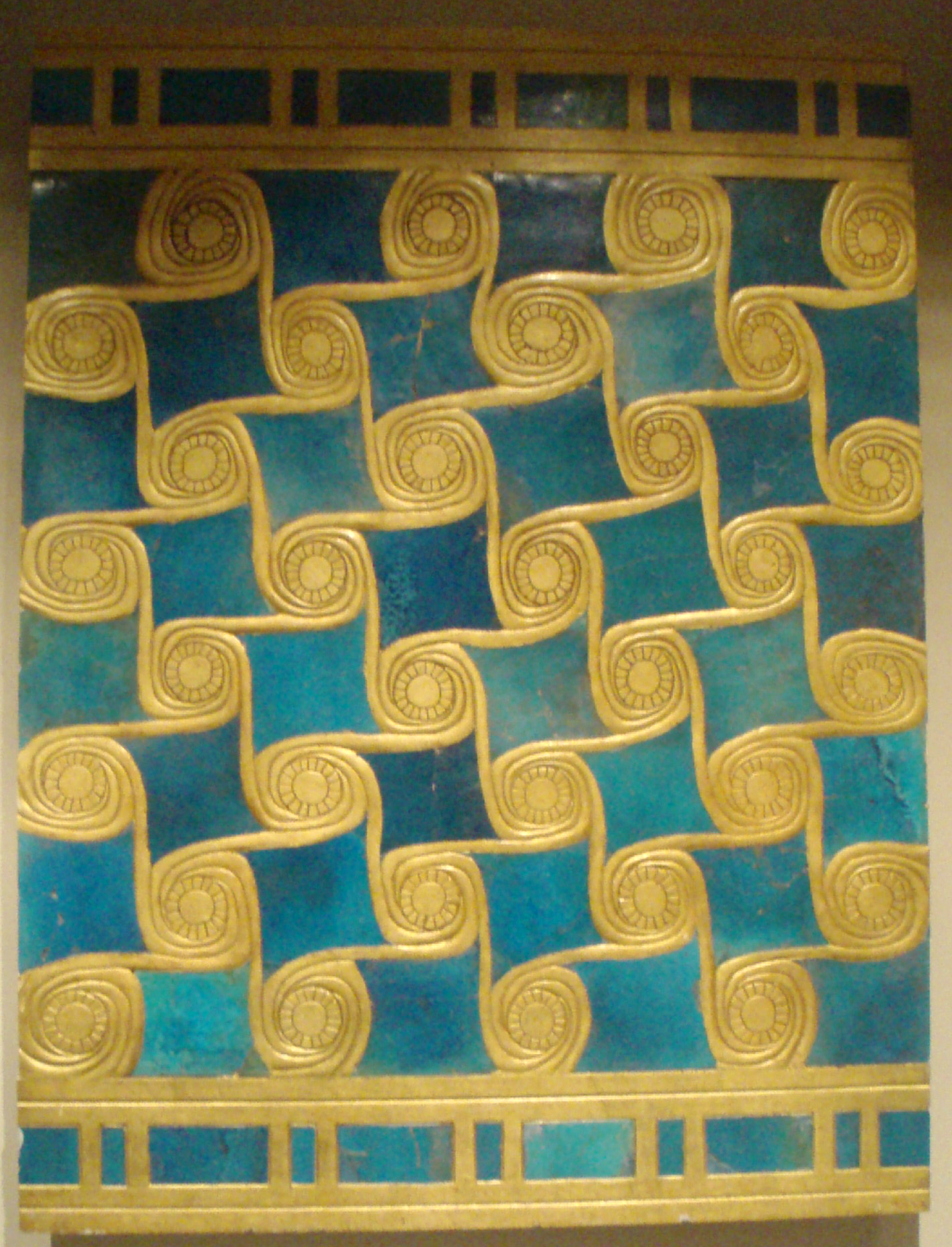
Decoracions del palau de Malqata, Museu Metropolità de Nova York

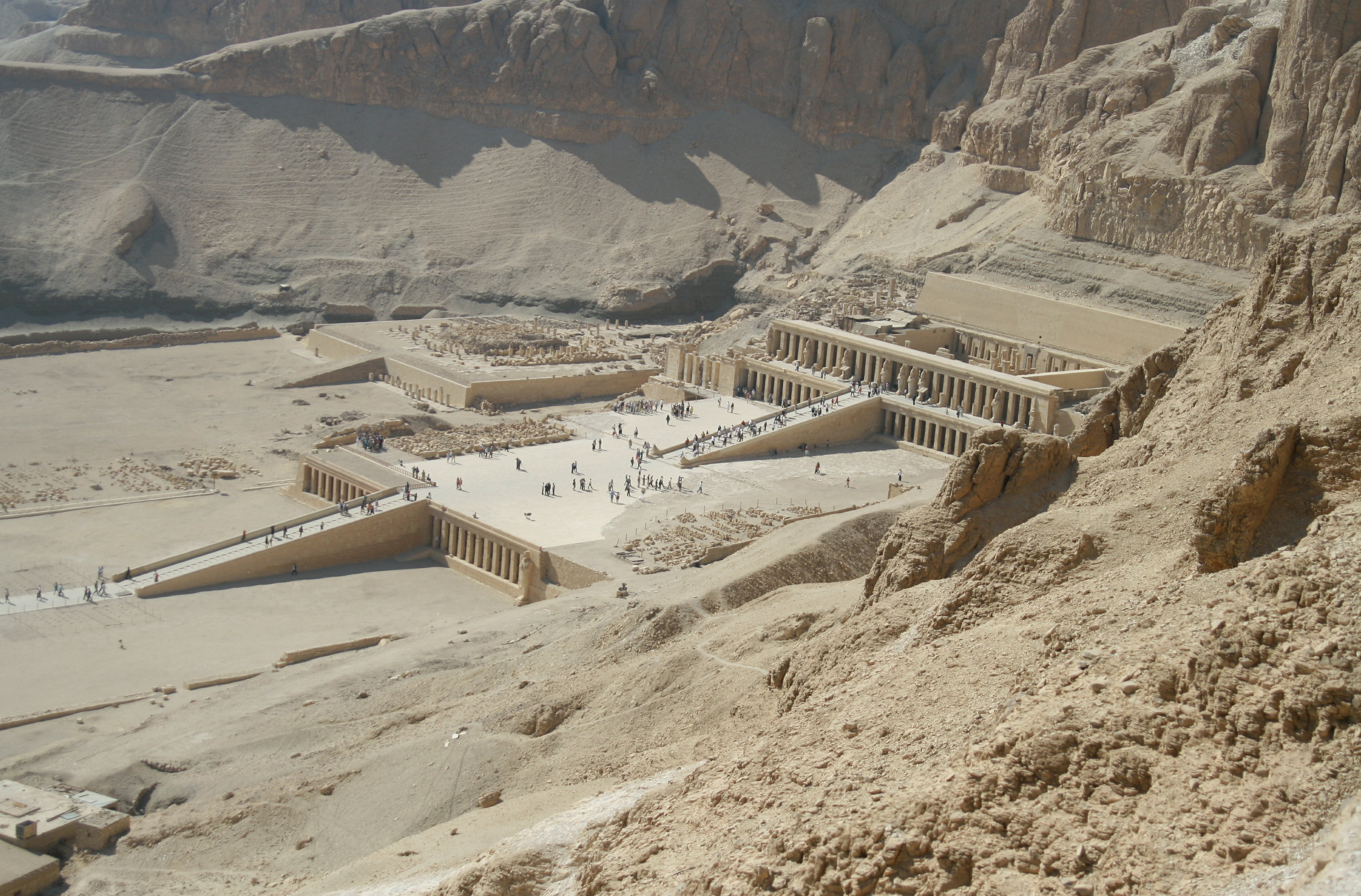
Speos d'Hatshepsut, amb els temples de Mentuhotep II i de Tutmosis III al fons

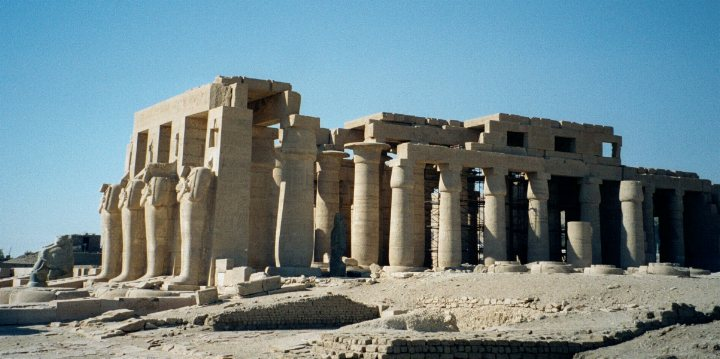
Ramesseum, temple funerari de Ramsès II

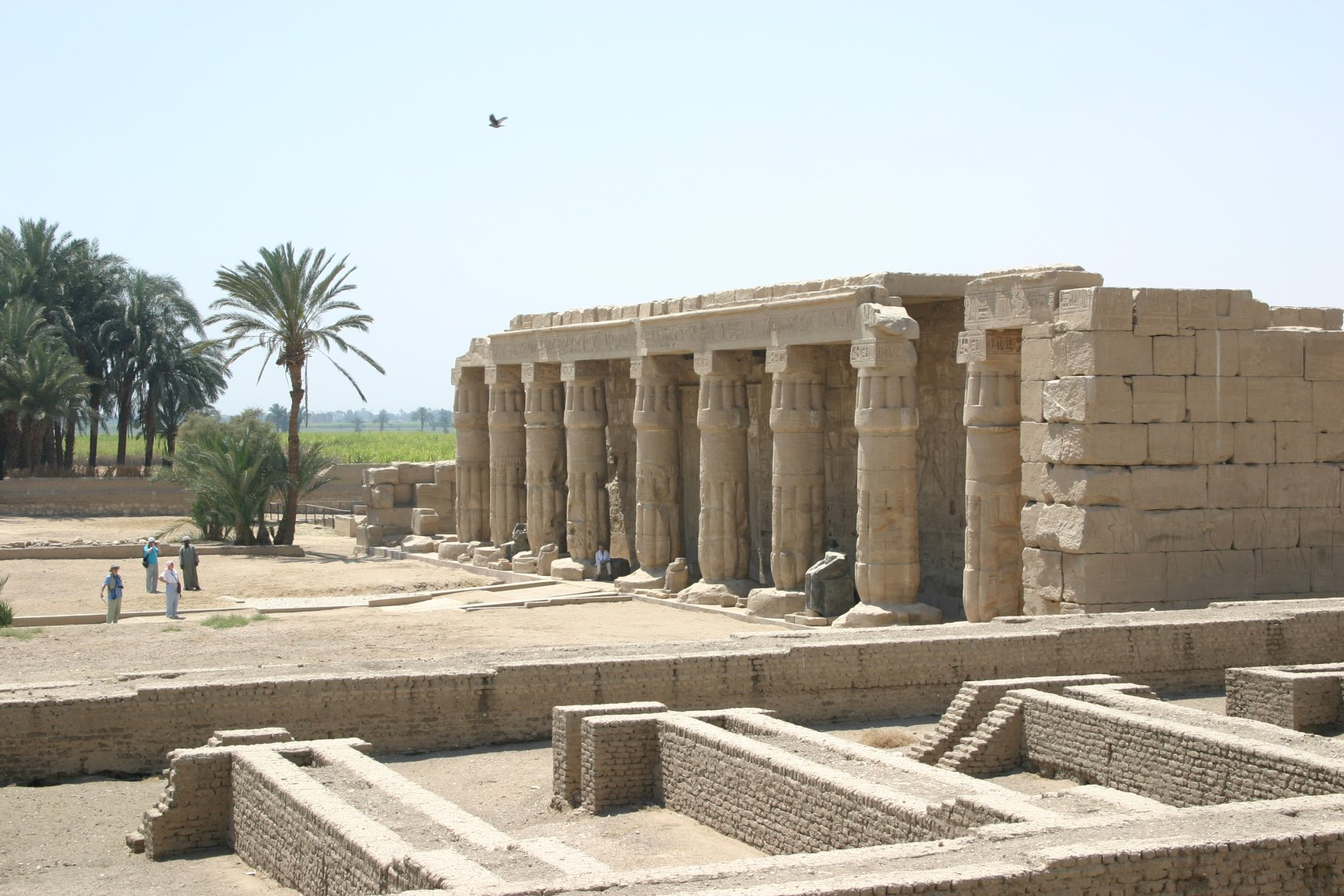
Temple funerari de Seti I a Qurna

Els temples mortuoris més coneguts i més ben conservats d'Egipte es troben agrupats en una zona de pocs quilòmetres, en una franja que va de nord a sud al llarg de la riba del riu. També podem trobar aquí les restes del palau de Malqata, que va construir el faraó de la XVIII dinastia Amenofis III i on van viure durant un temps Tutankamon i la seva família. El palau va esdevenir una residència menor durant el període d'Amarna i també durant l'època ramèssida, ja que la capital es va traslladar a Pi-Ramsès, a la zona del delta, prop de les ciutats d'Àvaris i de Tanis.
Els temples d'aquesta zona s'anomenaven, durant l'Imperi Nou, cases o temples del milió d'anys. Són els primers temples que no queden adossats a les tombes, sinó que els separa una distància considerable i es consideren "autònoms"; es comencen a construir durant la XVIII dinastia, però els més grans i més coneguts -a excepció del d'Hatshepsut a Deir el-Bahari i del de Kom el-Hettan d'Amenofis III- són els de les dinasties XIX i XX.
- Temples de Deir el-Bahari: és un complex funerari amb diversos temples, en què destaca el de la faraona Hatshepsut (anomenat Djeser djeseru), dissenyat per Senemut, el djati i arquitecte reial. El seu és, possiblement, l'únic temple funerari que segueix amb força precisió un eix que va des del temple de Karnak, passant pel temple, fins a la seva tomba, coronada per el-Qurn, una muntanya en forma de piràmide. El temple més antic és el de Mentuhotep II, faraó de la XI dinastia. En aquesta àrea es va trobar, el 1881, un amagatall ple de mòmies reials que una familia de lladres de tombes havia estat espoliant, la tomba TT320. Gaston Maspero, aleshores director del Service d'Antiquités Egyptienne, va aconseguir que els lladres els mostressin l'amagatall i es van recuperar les més de cinquanta mòmies i alguns objectes.
- Temple d'Amenofis I
- Temple d'Amenofis II
- Temple d'Amenofis III / Kom el-Hettan
  - Colossos de Mèmnon
- Temple d'Amenofis, fill d'Hapu
- Temple d'Ay i de Horemheb
- Temple de Mentuhotep (Seanjkara)
- Temple de Merenptah
- Temple de Merenptah-Siptah
- Temple de Ramsés II (Nebunenef)
- Temple de Ramsès II (Ramesseum)

És un dels temples més grans de la zona, del qual tot i les seves mides, quasi no en queden restes, només unes quantes estàtues, un tros d'una de les façanes i part d'una de les capelles, els fonaments, i part de les sitges on es guardaven les ofrenes. El nom, li va posar l'egiptòleg i lingüista Jean-François Champollion. Un dels fets moderns més famosos relacionats amb el temple és l'odissea de Belzoni per a recuperar part d'una estàtua de Ramsès II, a qui ell anomenava el jove Memnón, la fita fou tal que fins i tot Shelley li va dedicar el poema Ozymandias.
- Complex de Ramsès III (Medinet Habu):
  - Temple de Medinet Habu
  - Palau de Medinet Habu
- Temple de Ramsès IV
- Temple de Qurna (Seti I)
- Temple de la reina Tausret (Gran esposa reial de Seti II i la seva successora)
- Temple de Tuthmosis II
- Temple de Tuthmosis III (Henqet anj)
- Temple de Tuthmosis IV
- Temple d'Uadimes (fill de Tuthmosis I)
- Temple sud

## Vall dels Reis

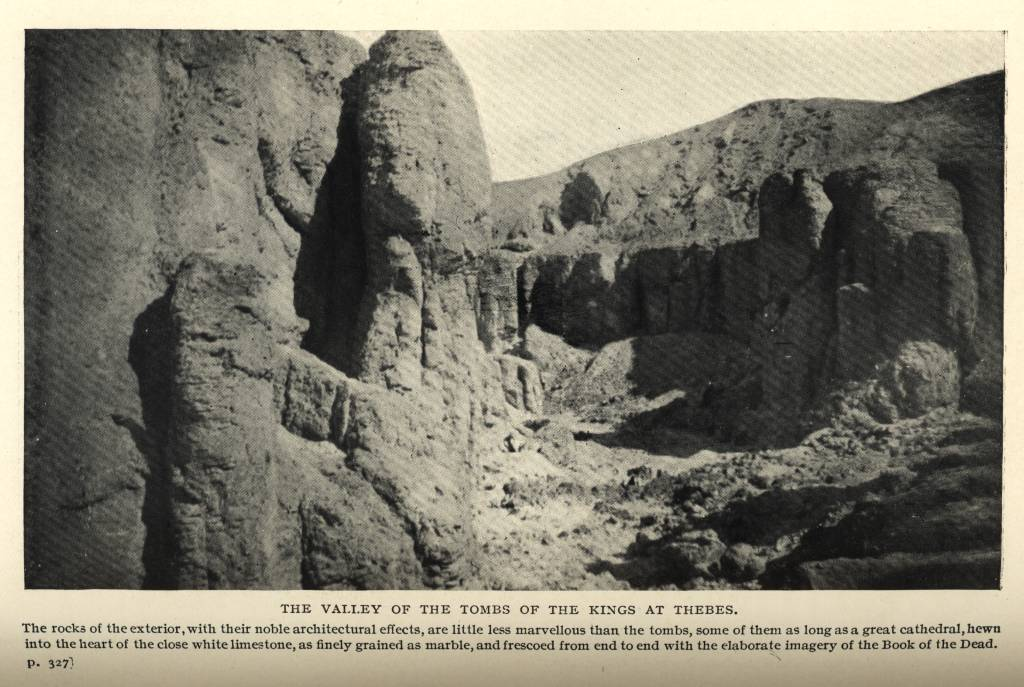
La vall de les Tombes dels Reis (1911)

Una de les zones més visitades de l'antic Egipte, junt amb les piràmides de Guiza i els temples de Tebes, és una vall relativament petita situada a la riba oest del riu Nil, enfront de Luxor, a l'Alt Egipte.
Allí hi ha enterrats els faraons més coneguts i alguns membres de les seves famílies. La vall es divideix en dues de més petites anomenades vall Oriental i vall Occidental. A la vall Oriental, hi ha la majoria de tombes descobertes i és la més visitada. La tomba més coneguda és la de Tutankhamon (KV62), descoberta el 1922 per Howard Carter.
La nomenclatura de les tombes empra les sigles KV (Kings Valley, vall dels Reis en anglès) i el número adjudicat a cada tomba. (Vegeu també: llista de tombes de la vall dels Reis.)

## Vall de les Reines

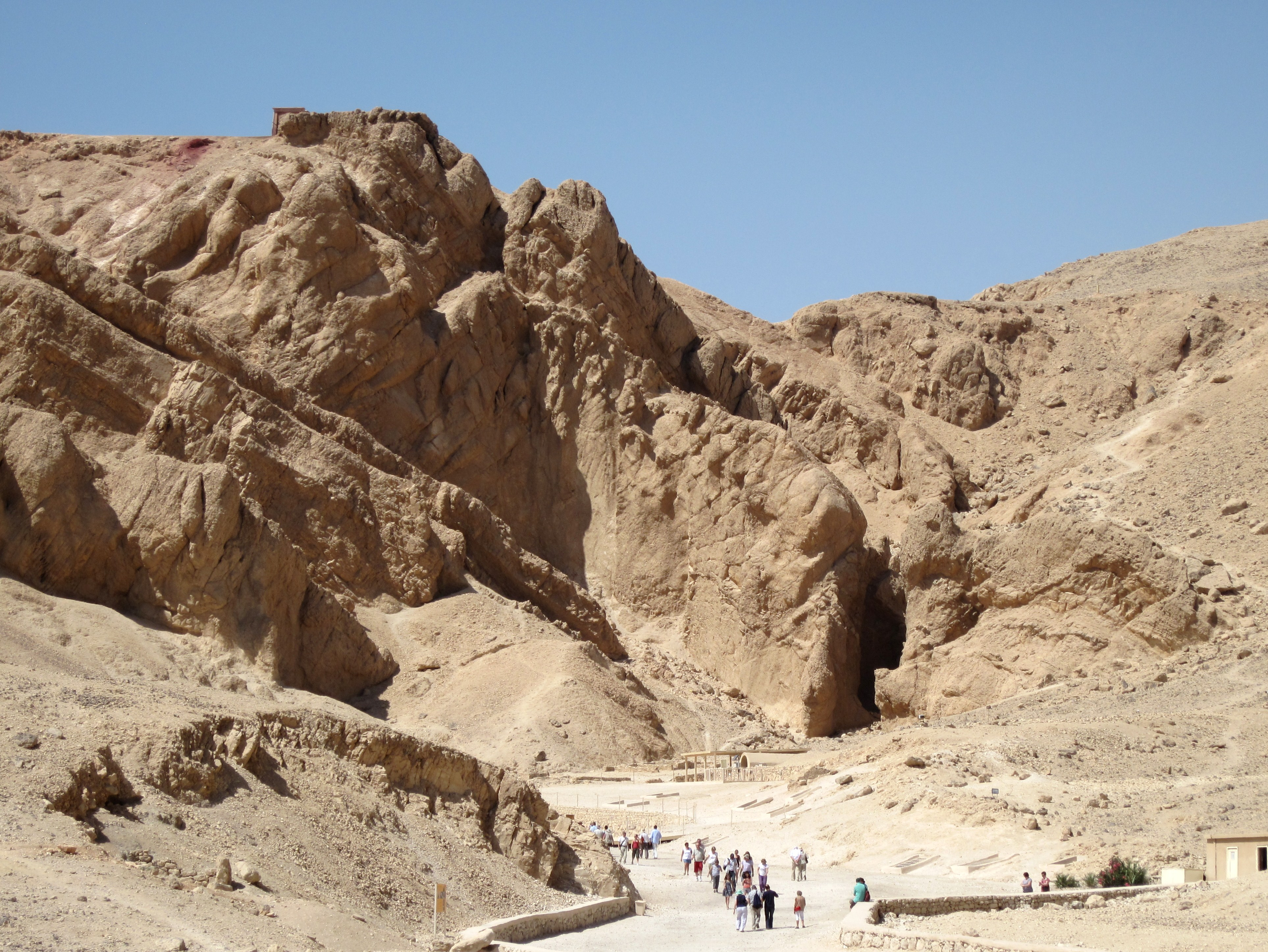
Vall de les Reines

Menys coneguda que la vall dels Reis, és una petita vall on es van enterrar algunes de les grans esposes reials dels faraons de les dinasties XVIII, XIX i XX. També hi ha tombes de prínceps, princeses i nobles de l'Imperi Nou. Antigament, se la coneixia com a Ta-Set-Neferu, que significa 'el lloc dels fills del faraó'. La nomenclatura de les tombes empra les sigles QV (Queen Valley, vall de les Reines en anglès) i el número adjudicat a cada tomba. Es creu que la necròpolis conté més d'una setantena de tombes, entre les quals destaca la tomba QV66 de Nefertari (~1290–1224 aC), la muller de Ramsès II, a la qual també va homenatjar amb el temple petit d'Abu Simbel.
Com la vall dels reis, està construïda mitjançant l'excavació manual de les parets de roca de la vall que ocupa. Es creu que els faraons de l'Imperi Nou podrien haver abandonat la construcció de piràmides i optat pels hipogeus, a causa dels saquejos de les tombes de dinasties anteriors, molt més visibles i difícils de vigilar.

## Deir al-Madinah

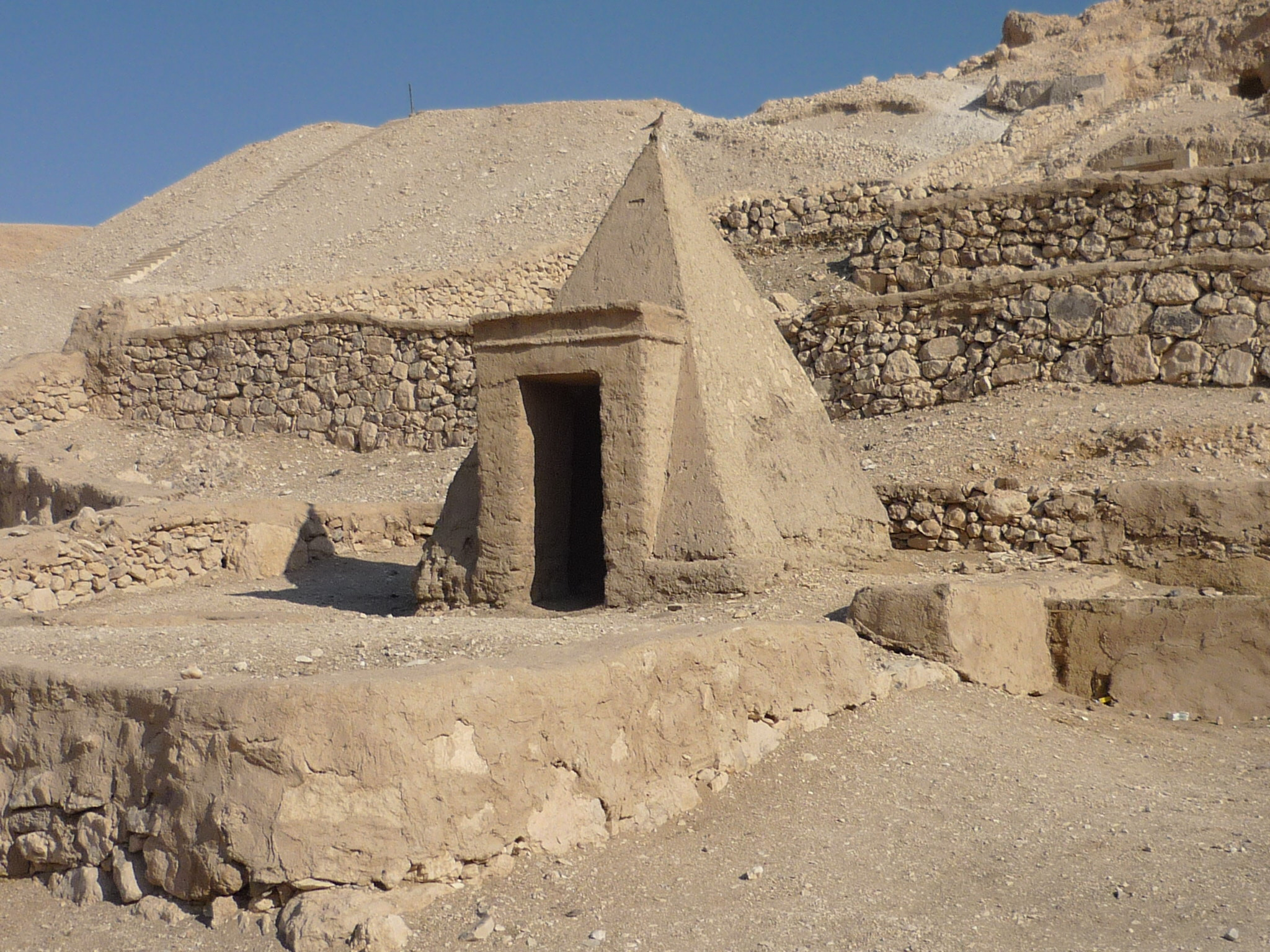
Entrada a l'hipogeu d'un dels artesans de Deir el Medina

També anomenat Deir el Medina, va ser construït durant la XVIII dinastia com una illa en una zona on tot eren tombes i temples funeraris; aquest poble o petita ciutat tenia tots els elements necessaris perquè els treballadors de la vall dels Reis no necessitessin marxar: hi havia tota una zona urbanitzada amb cases familiars, la zona estava fortificada, hi havia temples per als rituals religiosos, un cementiri propi i tenien la feina a uns centenars de metres.
El poble s'anomenava Set Maat ('El lloc de la veritat') durant l'Imperi Nou. Els treballadors tenien un estatus especial; eren treballadors lliures i ben pagats, amb bons recursos mèdics i legals.
Durant la dinastia XX, Egipte va patir una gran recessió. Deir el Medina no se'n va salvar. Durant el regnat de Ramsès III, els treballadors, farts de no rebre les provisions promeses, van decidir deixar de treballar en la qual seria la primera vaga coneguda de la història. També hi va haver casos documentats de saquejos de les tombes reials.
La importància del poble, especialment a nivell arqueològic i antropològic, rau en el munt d'informació que aporten els objectes trobats, els documents escrits (sobre afers personals, però també sobre la construcció dels hipogeus), els esbossos o notes sobre pedres i les mateixes tombes dels treballadors. Molt del que sabem sobre la vida quotidiana a l'antic Egipte ho devem al descobriment de Deir el Medina.

## Vall dels nobles

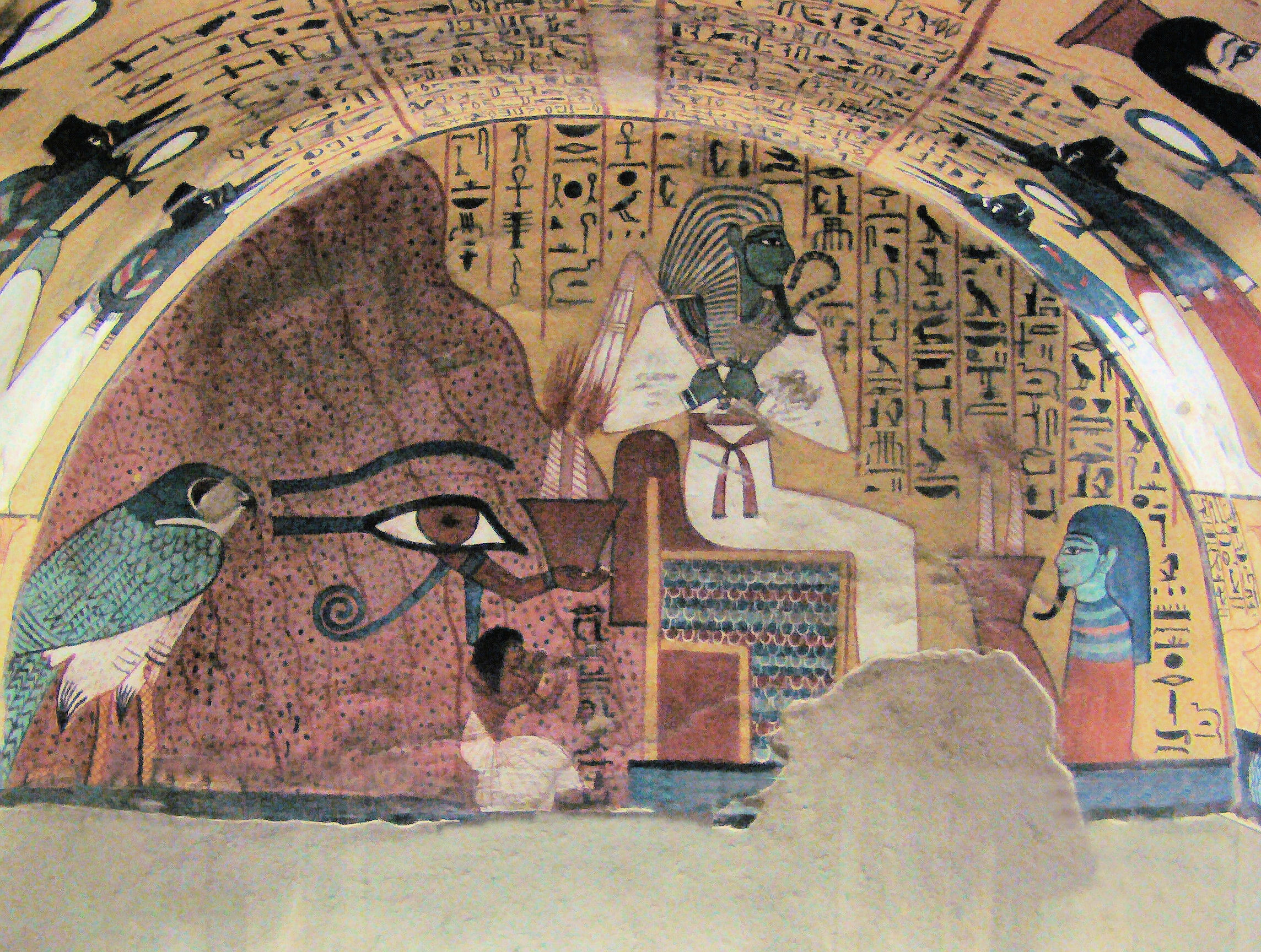
Tomba TT3 de Pashedu

És una zona que comprèn sis necròpolis més petites de diferents èpoques, que van des de l'Imperi Antic fins a l'Imperi Nou i el tercer període Intermedi, on hi ha les tombes de més de 400 alts funcionaris, nobles, etc. La nomenclatura habitual d'aquestes tombes comença per les sigles TT (de l'anglès Theban Tomb, 'tomba tebana') i s'afegeix el número corresponent. Per a les tombes situades prop dels temples de Deir el-Bahari, s'empra sovint també la nomenclatura DB (de Deir el-Bahari), el número corresponent és equivalent al de la nomenclatura TT (p. e., TT320 i DB320 són la mateixa tomba).
- Gurnat Murrayi, nobles de l'Imperi Nou.
- Sheikh Abd al-Gurnah, nobles de la dinastia XVIII; hi destaquen les tombes de Nakht, Menna, Sennefer, Ramsès, i Rekhmire.
- Al-Khokha, cinc tombes de l'Imperi Antic i d'altres de nobles de les dinasties XVIII i XIX.
- Asasif, tombes de l'Imperi Nou i del tercer període Intermedi.
- Dra Abu al-Naga, faraons de la dinastia XVII i alts funcionaris de les dinasties XVIII i XIX.

- Al-Tarif (necròpolis dels Antef), faraons de la dinastia XI i del segon període Intermedi.

La necròpolis de Deir el-Medina, anomenada a vegades vall dels Artesans, s'inclou sovint dins de la vall dels Nobles. Les tombes dels artesans i constructors de la vall dels Reis també s'ordenen amb la nomenclatura TT.

## Galeria

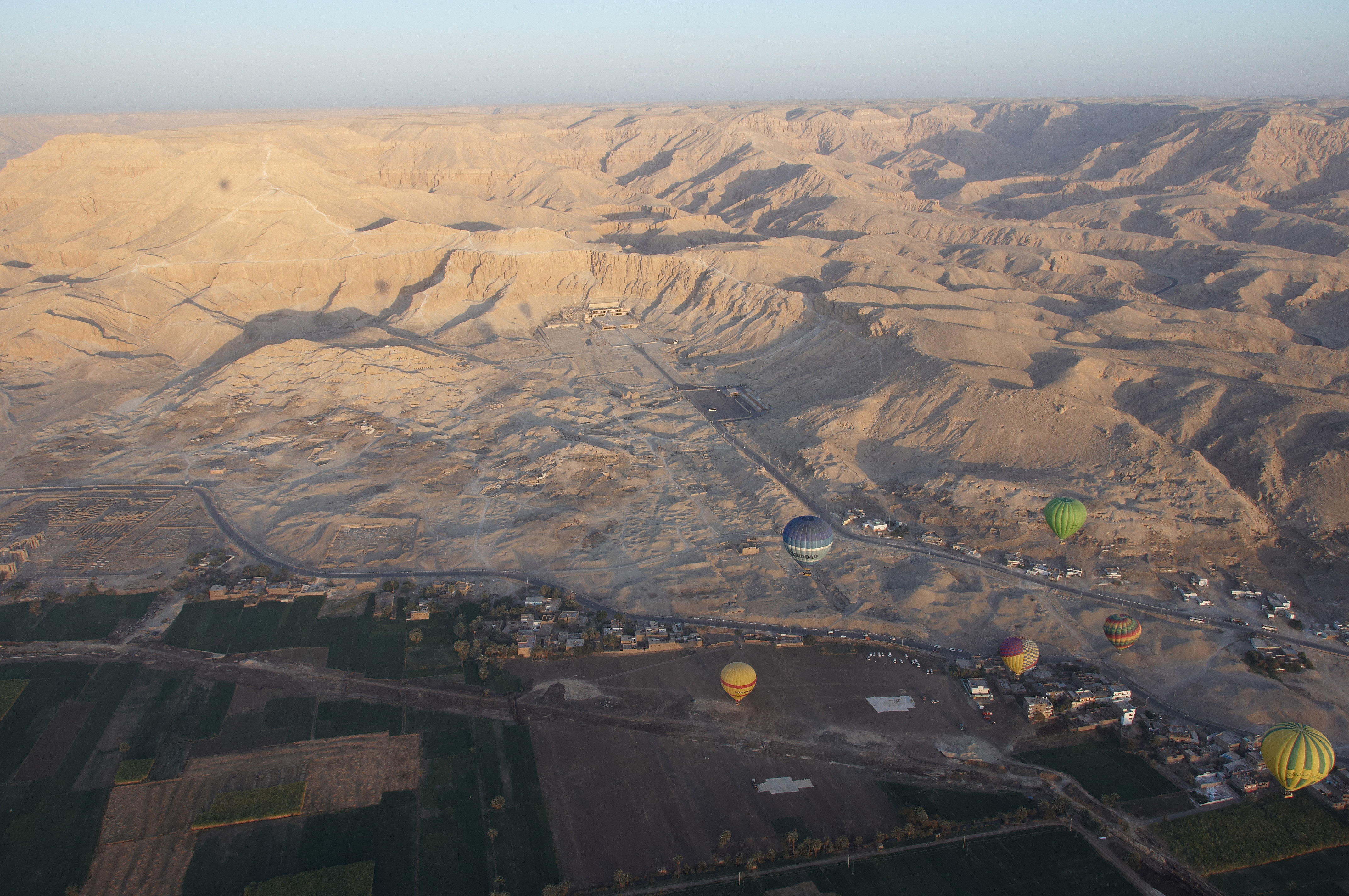
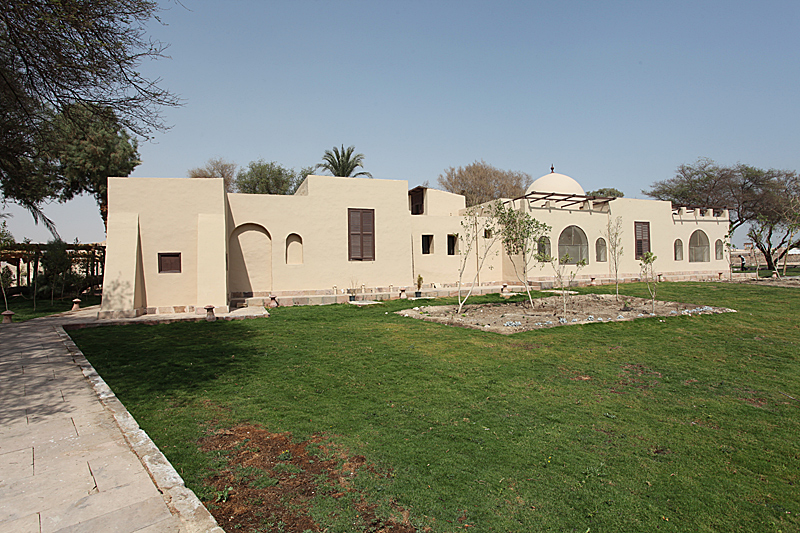
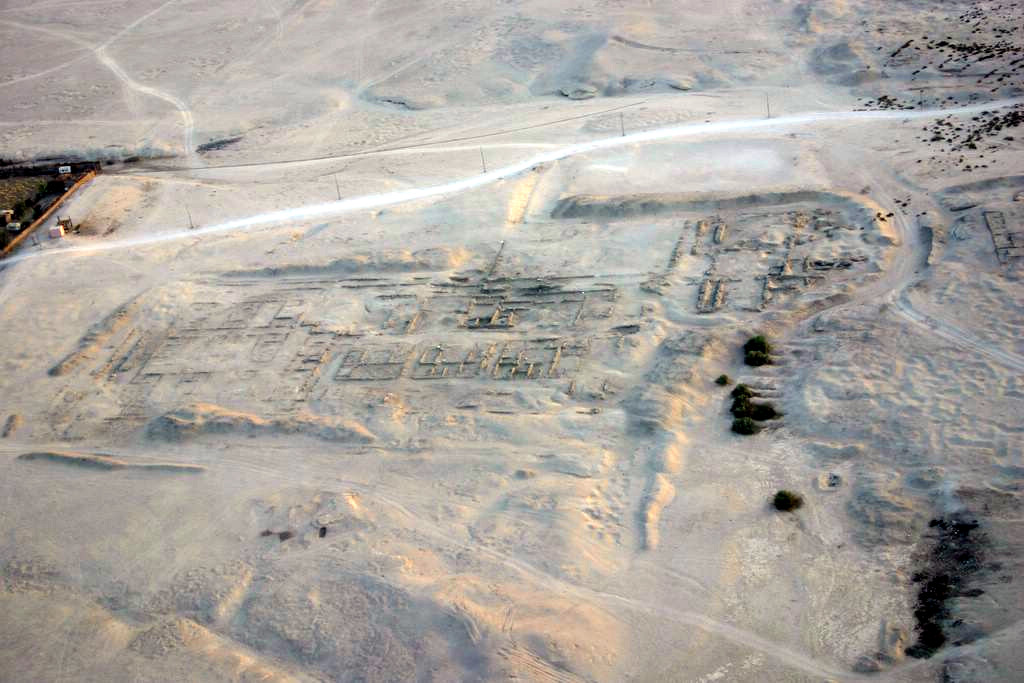
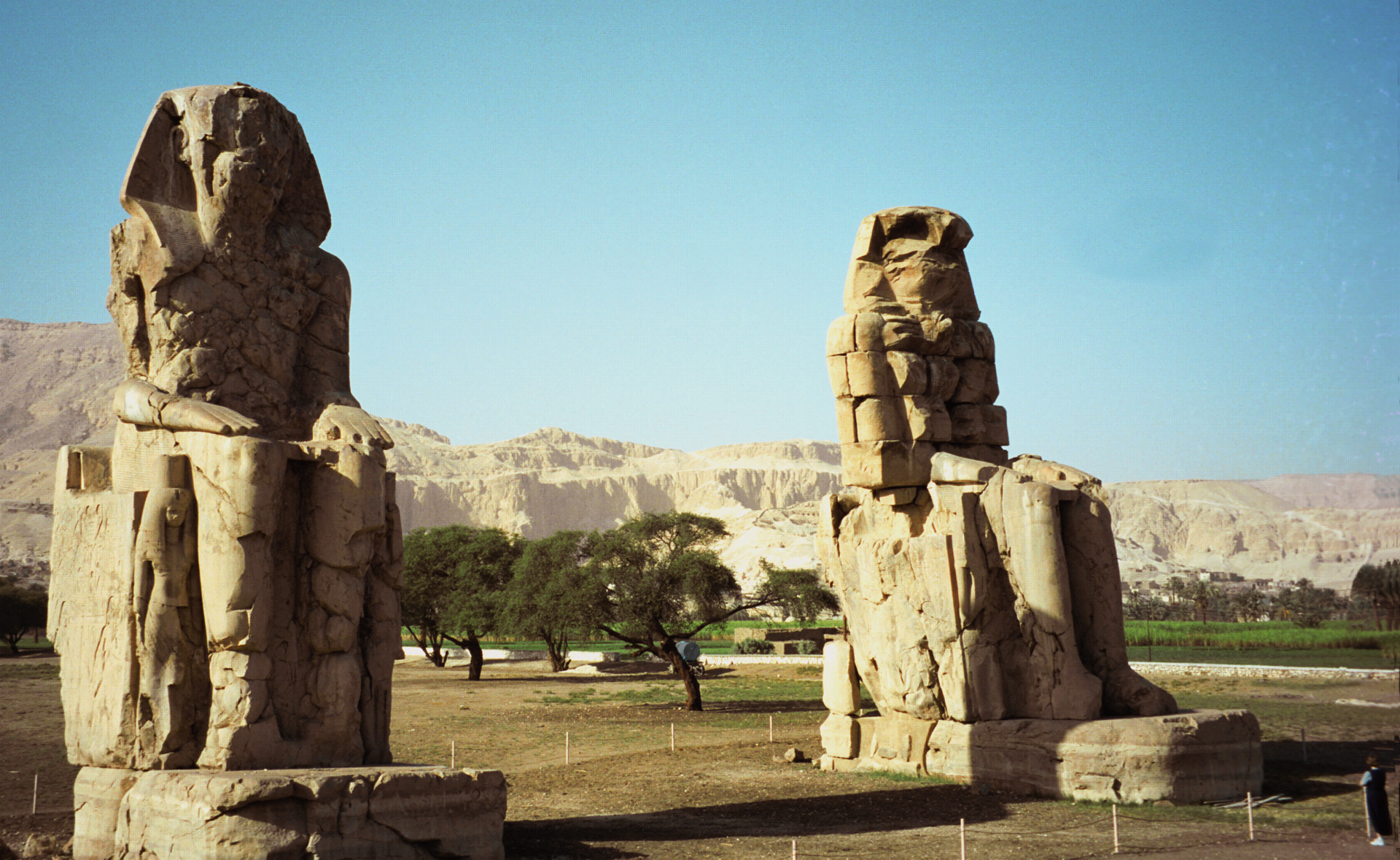
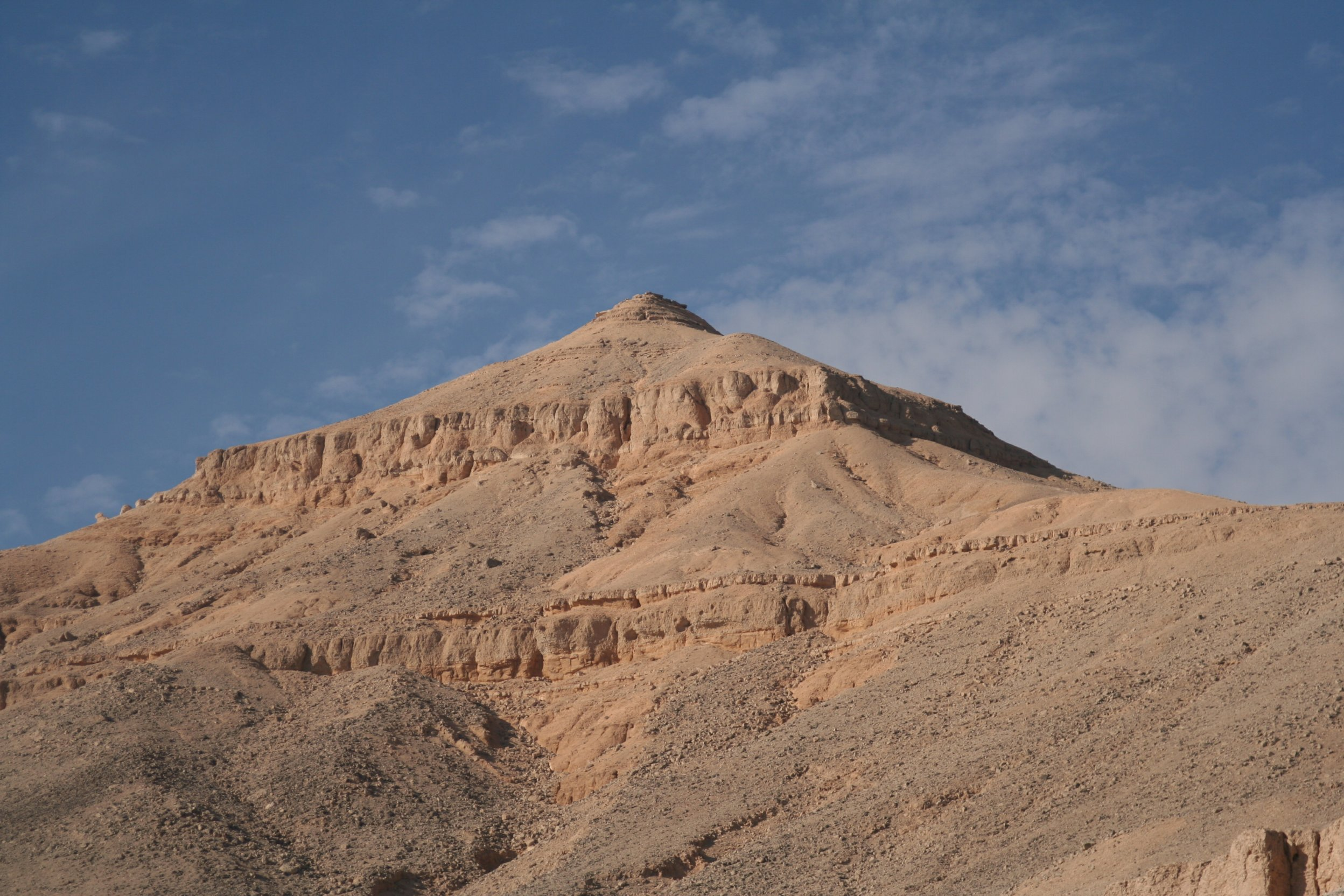
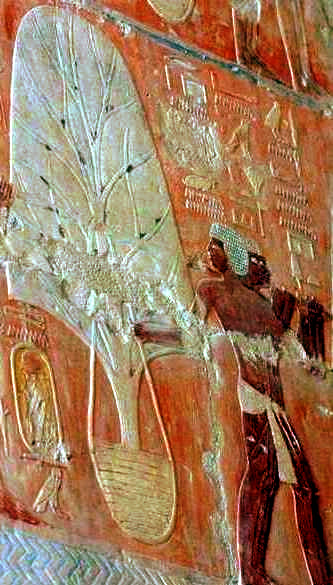
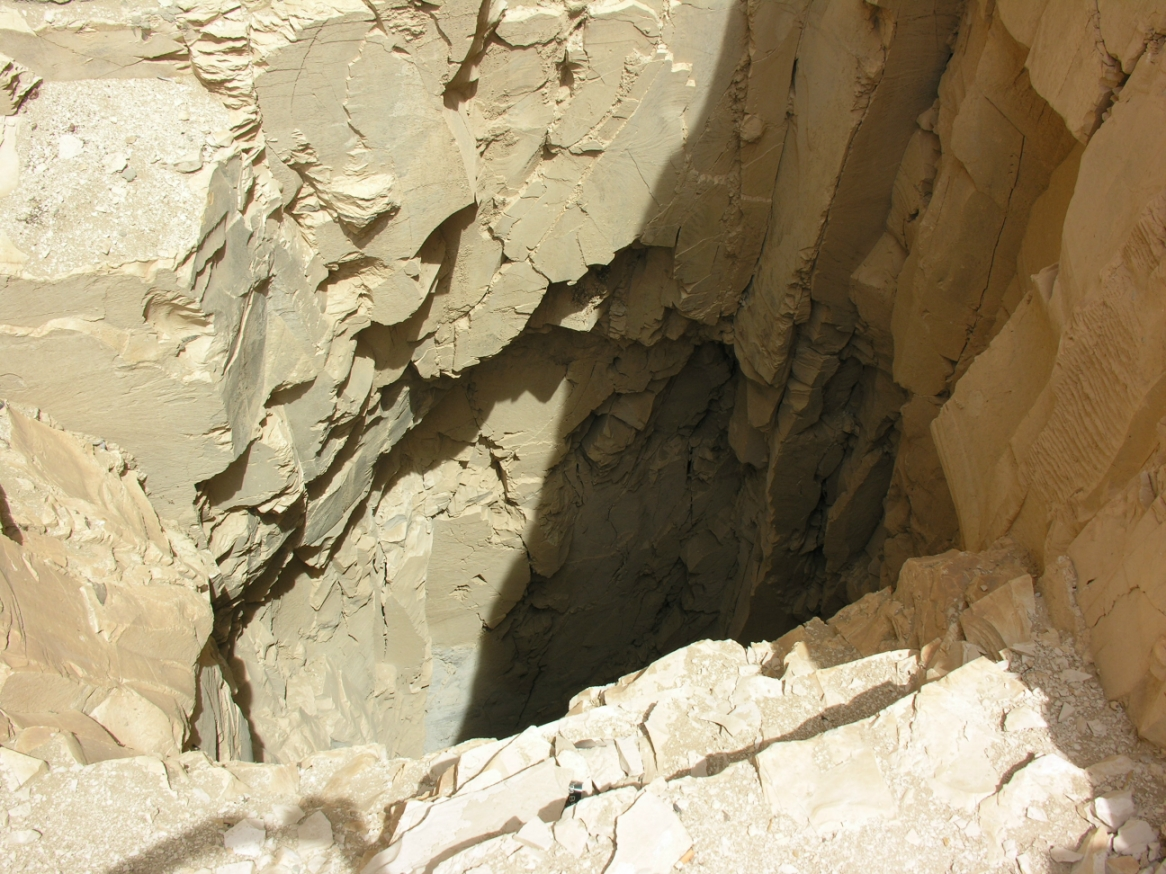
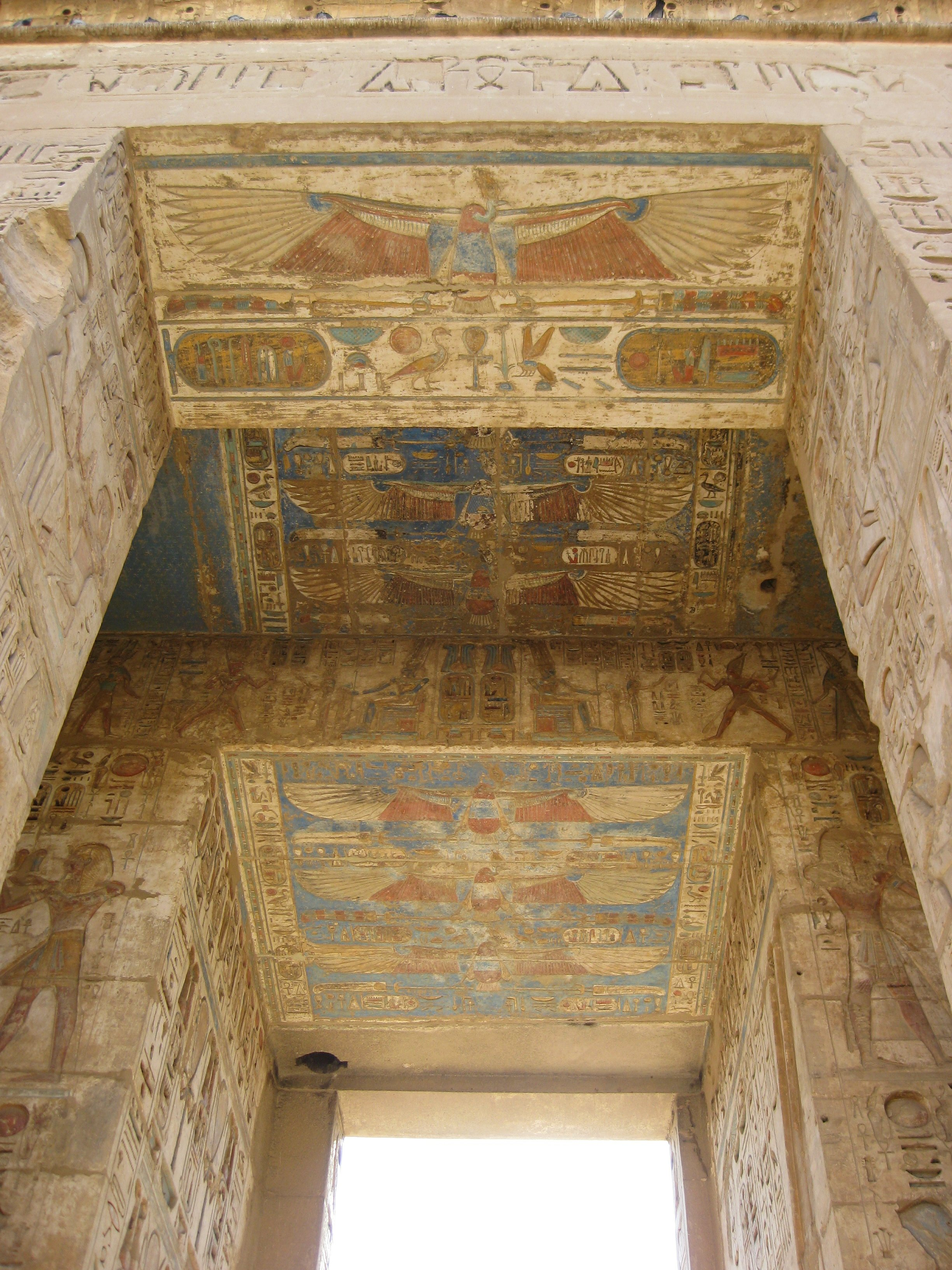
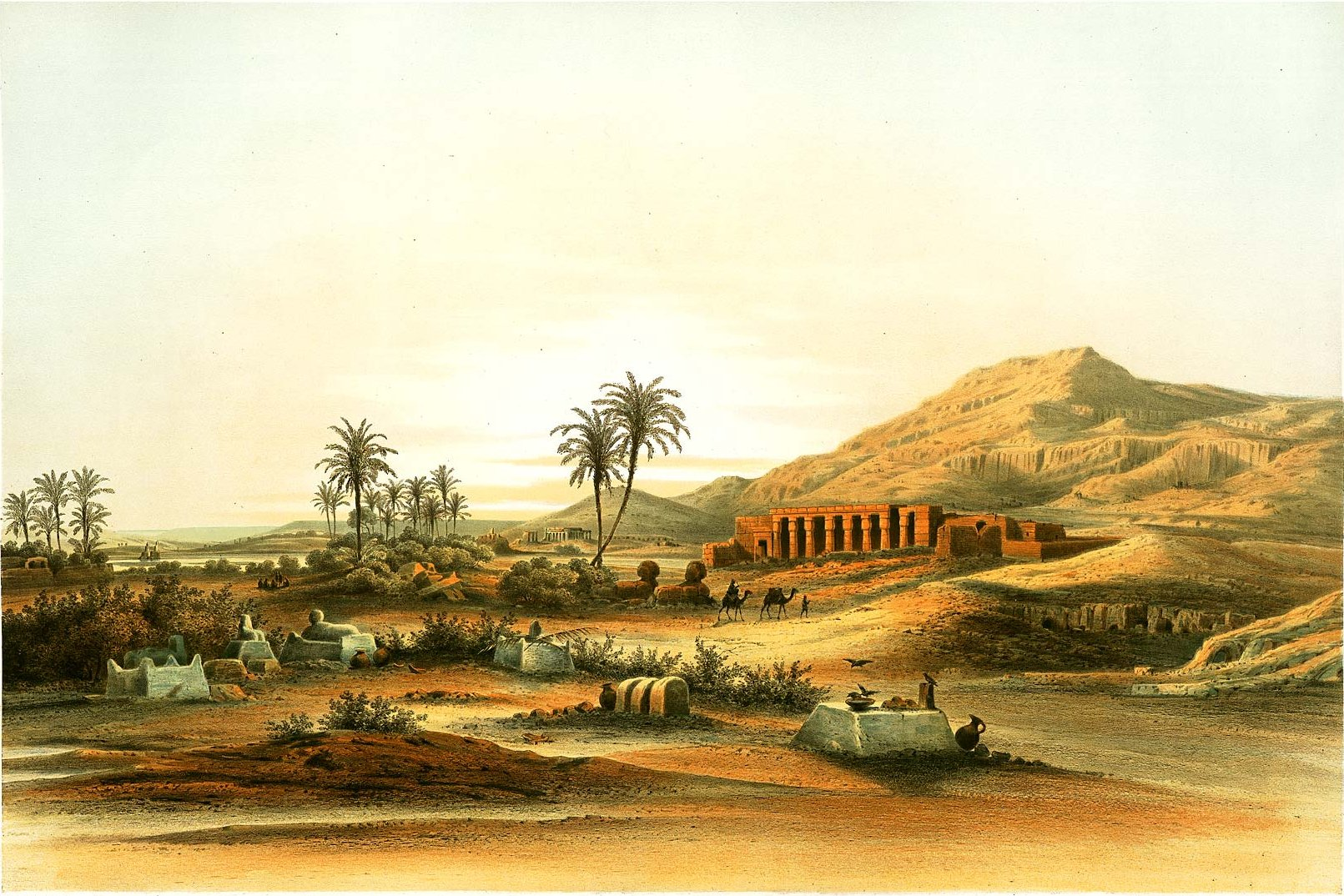
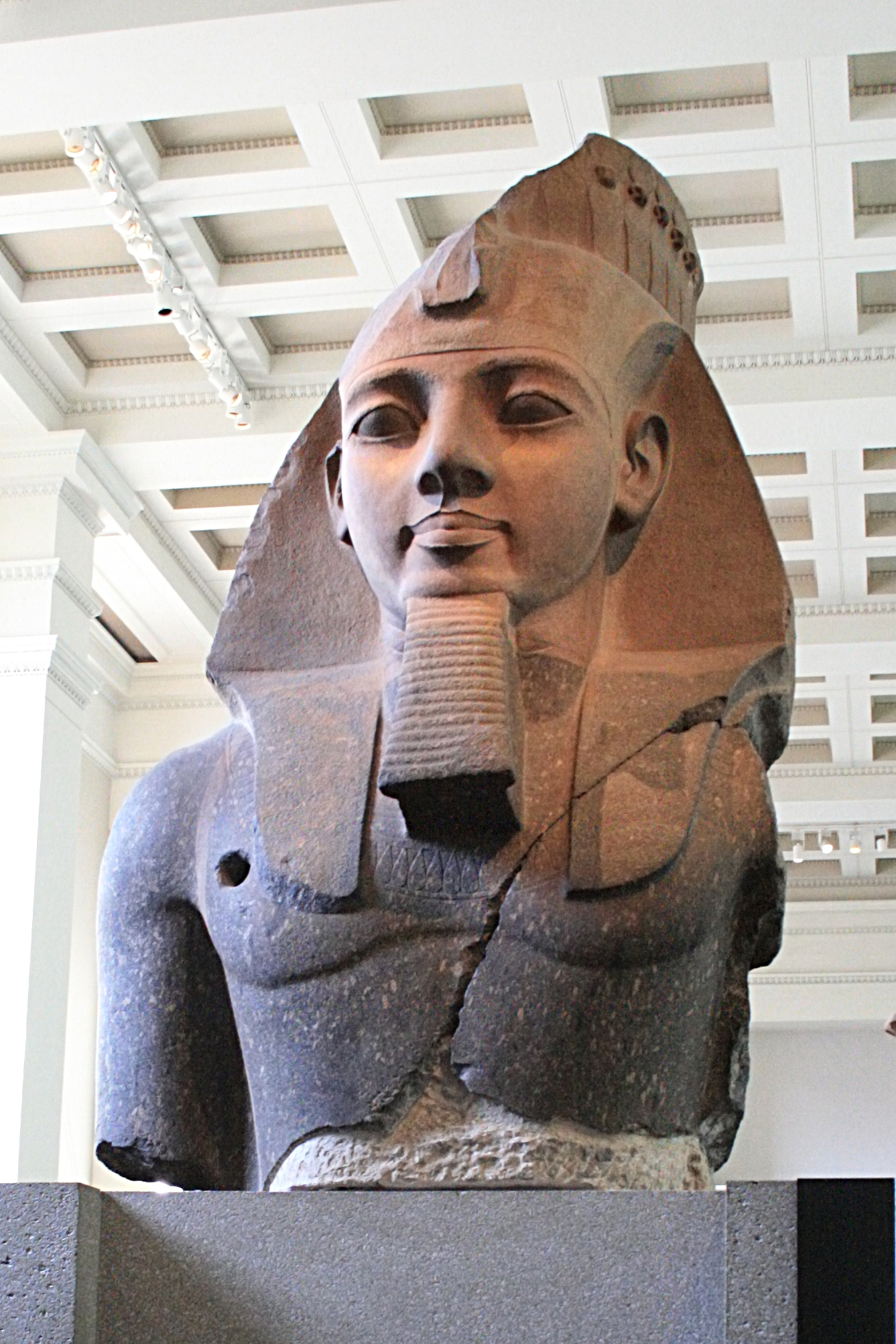
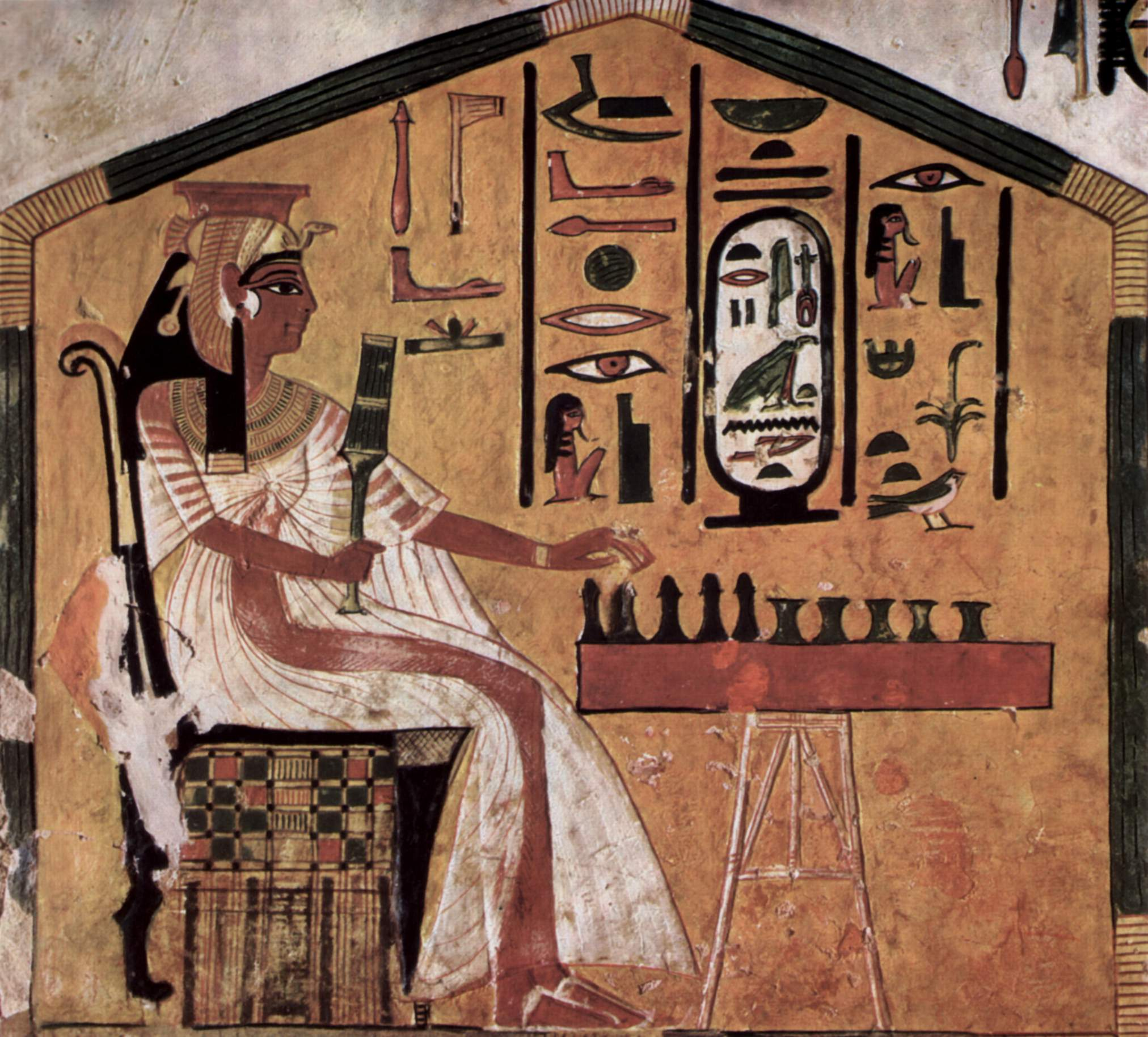
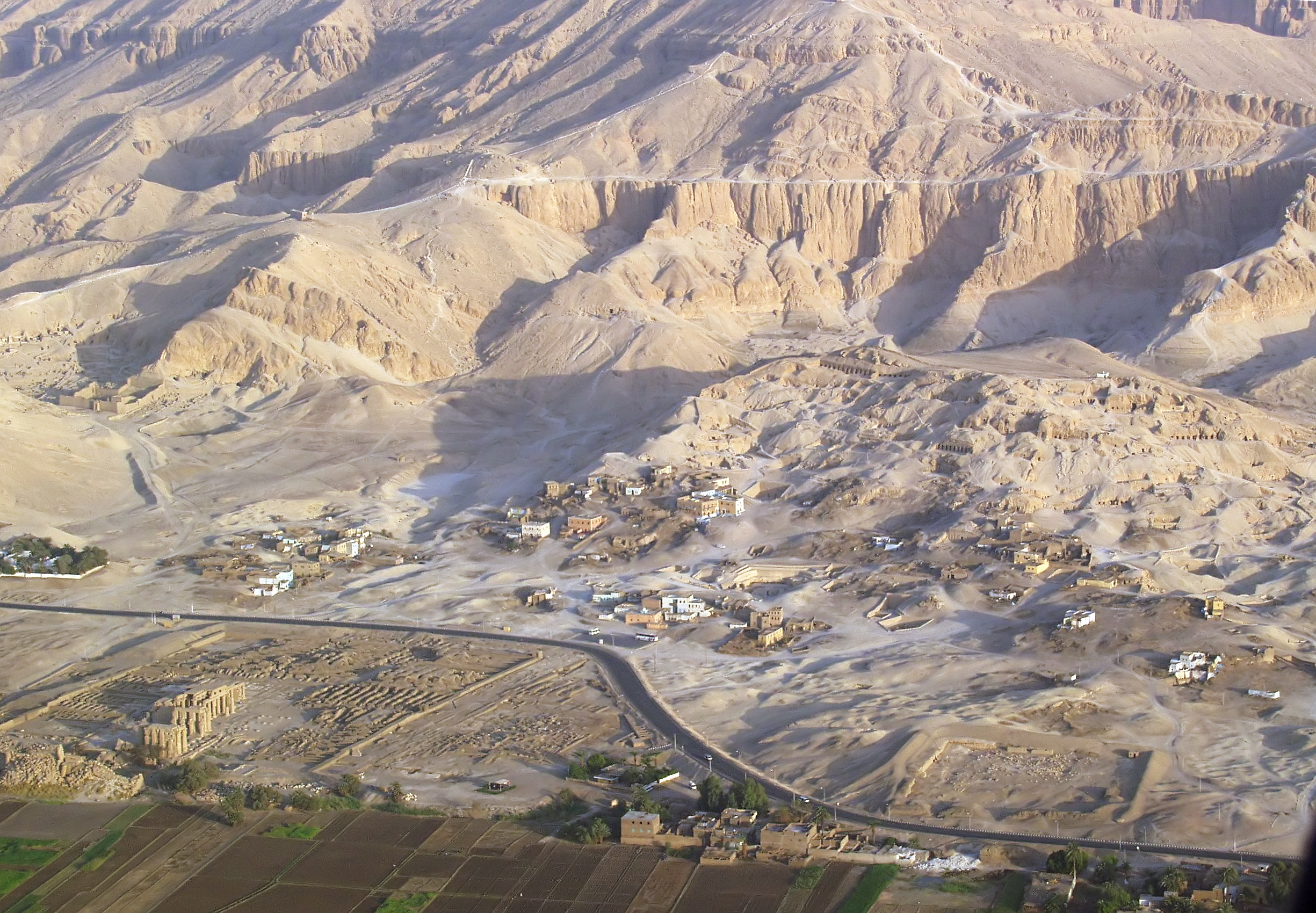
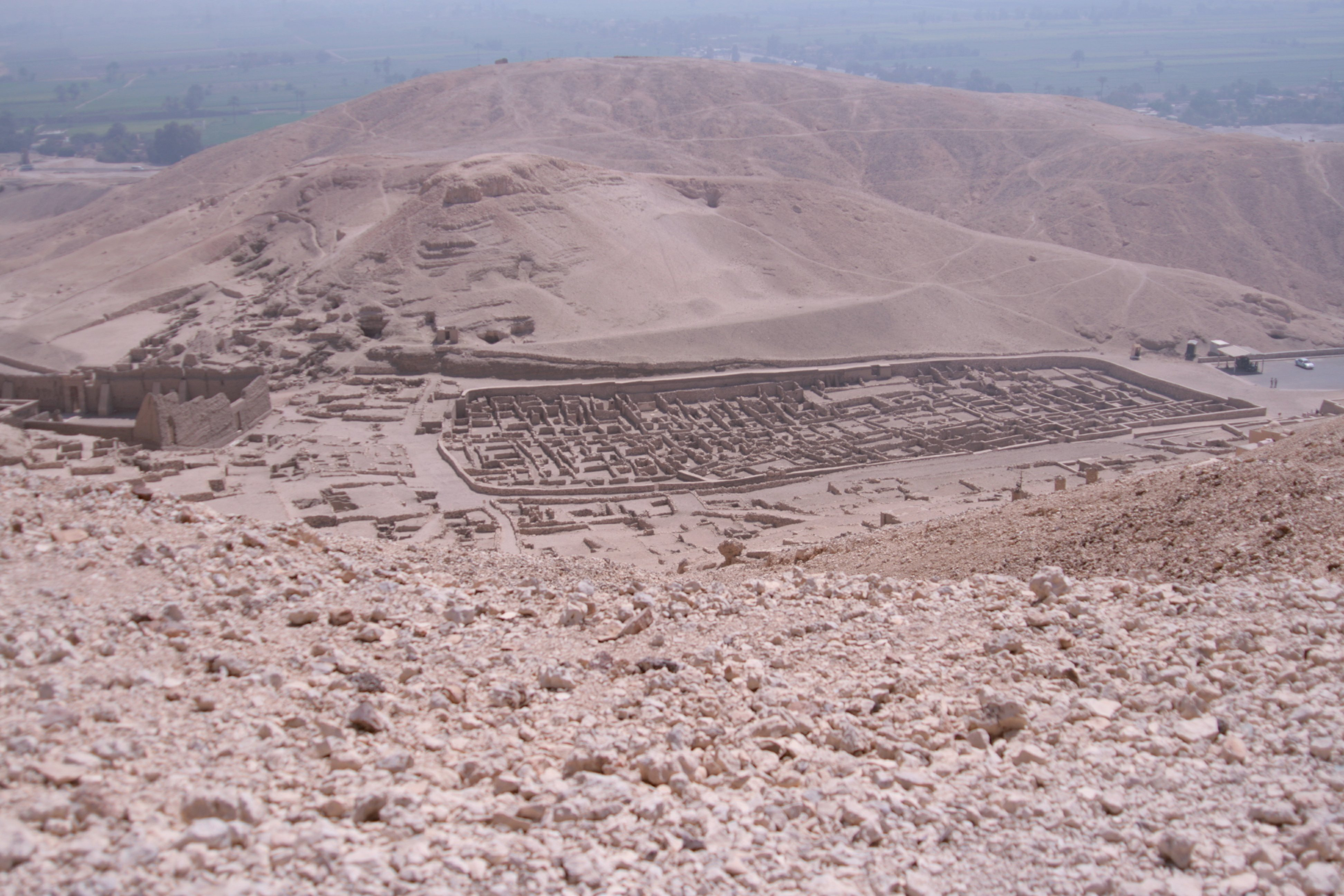
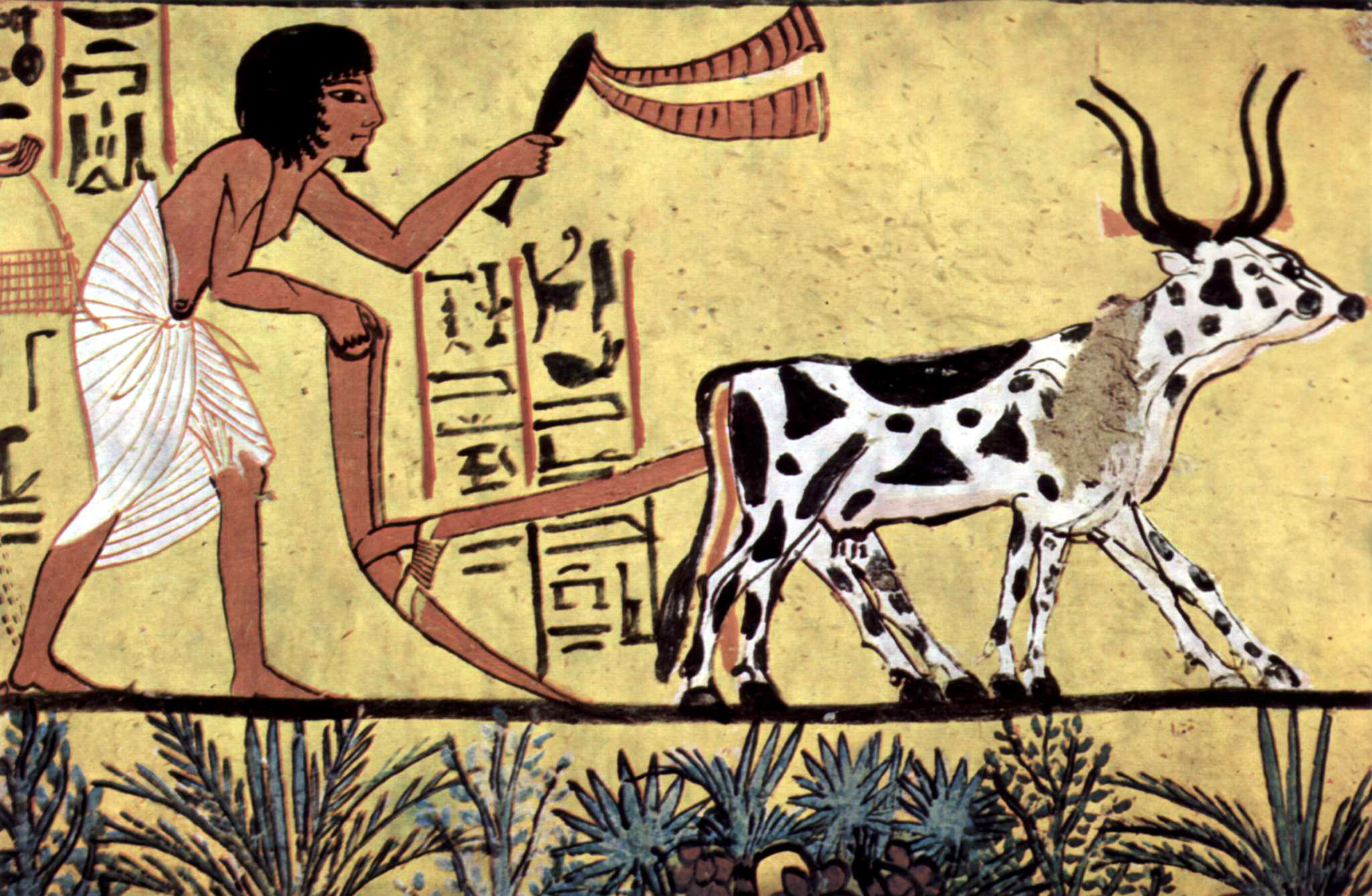
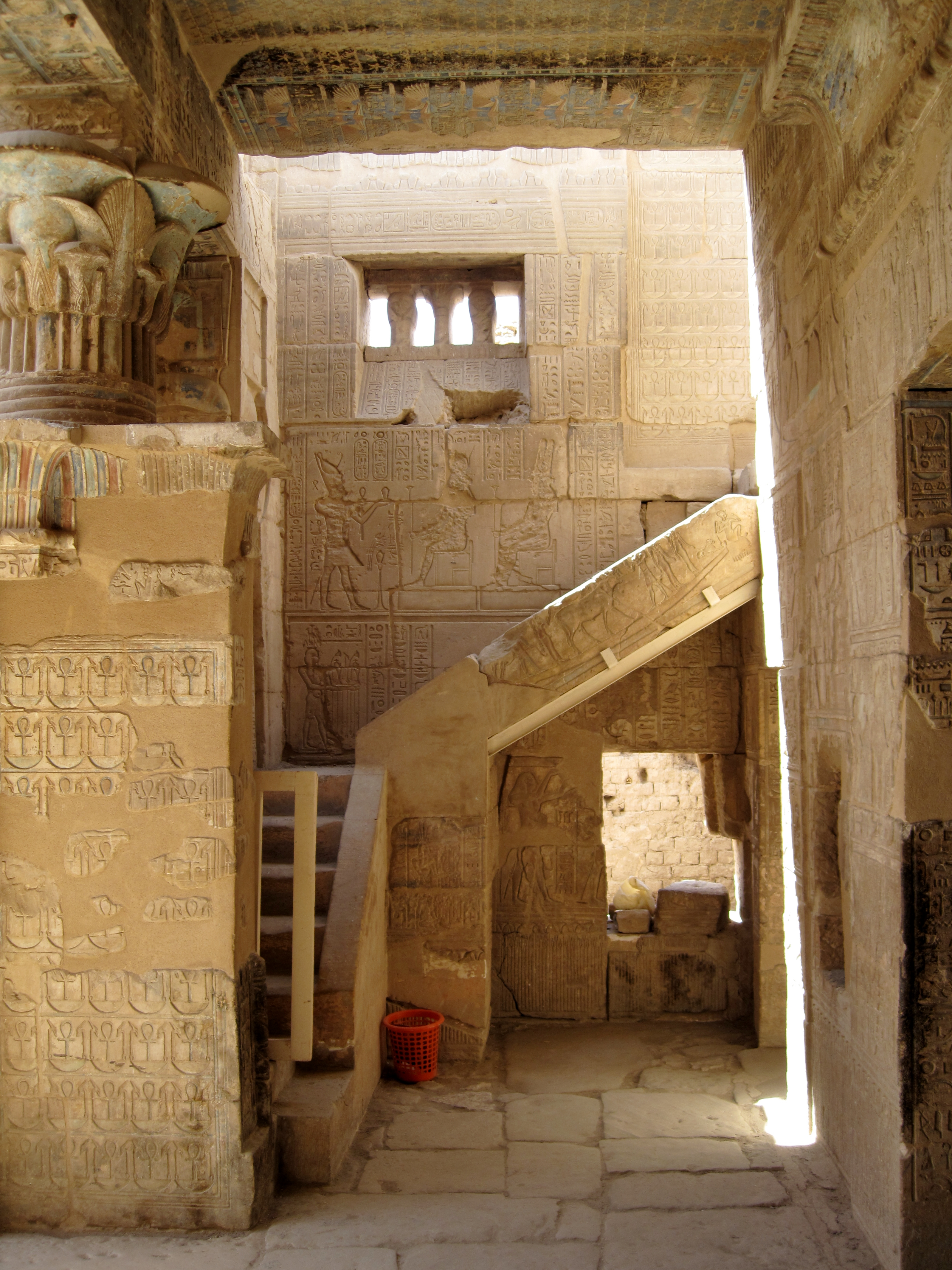
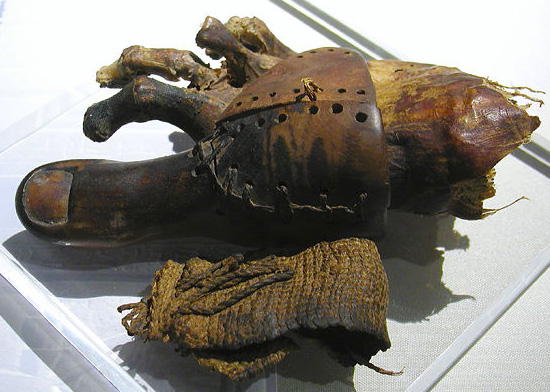
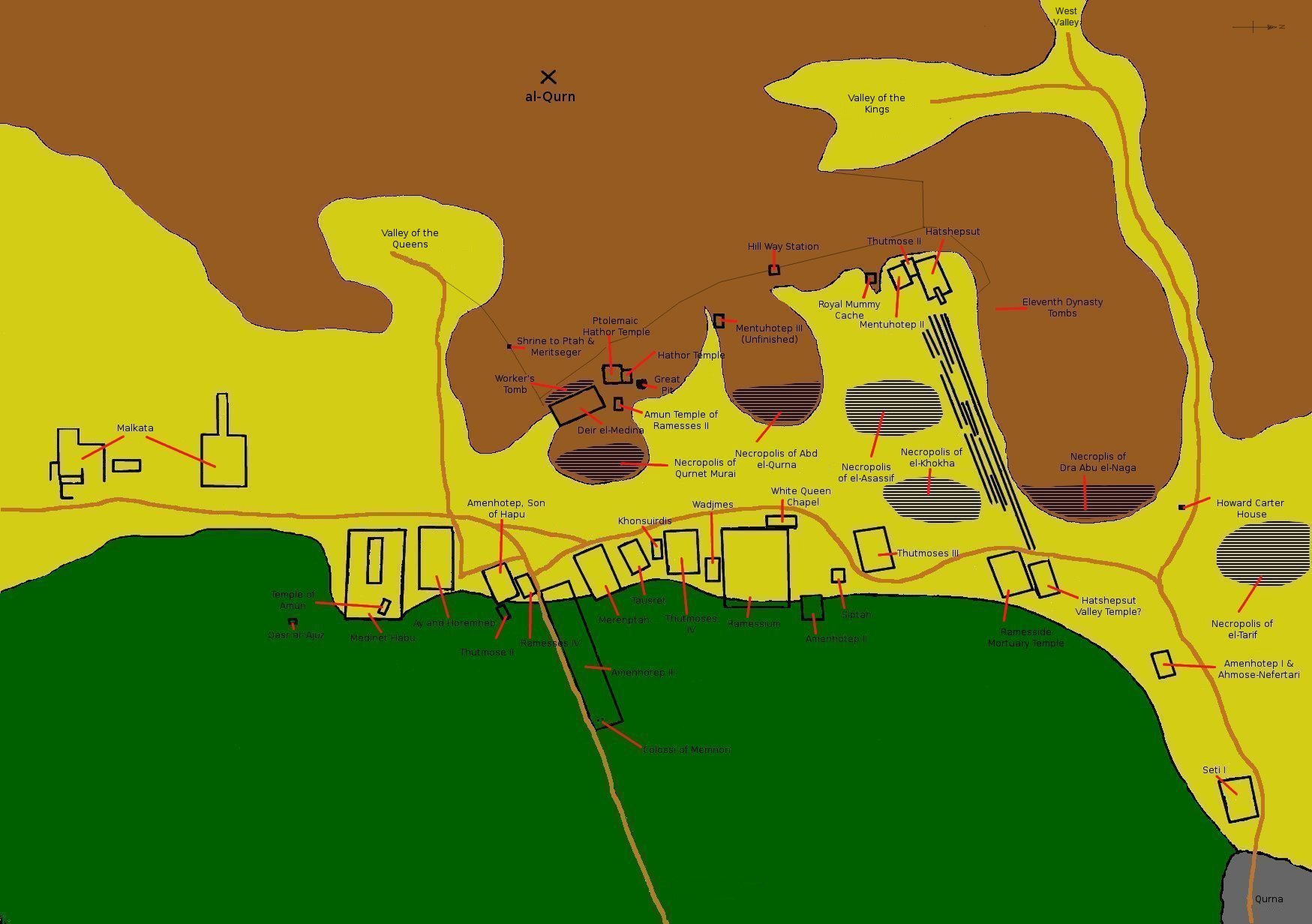

- Vista aèria de la necròpolis tebana
- Casa de Howard Carter a la necròpolis, durant les excavacions de la tomba de Tutankhamon
- Palau de Malqata, vista aèria
- Colossos de Memnon (Temple d'Amenofis III)
- Muntanya d'el-Qurn, entre Deir el Bahari i la vall dels Reis
- Expedició al Regne de Punt, relleus al temple d'Hatshepsut (Deir el-Bahari)
- Amagatall a Deir el-Bahari on es van trobar les mòmies reials. S'anomena TT320
- Decoracions del temple de Ramsès III a Medinet Habu
- Dibuix de Lepsius del temple de Seti I
- Bust de Ramsès II que Belzoni va dur fins a Londres. Museu Britànic
- Tomba de Nefertari, gran esposa reial de Ramsès II. Vall de les Reines
- Vista aèria de la vall dels nobles
- Deir el Medina, on vivien els artesans i constructors dels hipogeus
- Tomba de Sennudem a Deir el Medina
- Temple situat al punt més alt del poble (Deir el Medina), prop del camí cap a la vall dels Reis
- Pròtesi d'un treballador de Deir el Medina. Els artesans tenien accés als tractaments mèdics més sofisticats
- Mapa de la necròpolis tebana, amb la localització dels elements més destacats (anglès)

## Documentals
- Mundos Perdidos (03): El Imperio de Ramsés, David Wallace, History Chanel, 2006. EAN 7506036058143.
- Los Secretos del Valle de los Reyes, Col. "Los misterios de Egipto", David Lee, National Geographic, 2008.